# Un Juego de Huevos
Un Juego de Huevos es un videojuego de plataforma 2D que se creó exclusivamente para la consola Zeebo. El juego fue hecho por el estudio sueco Fabrication Games. Es el primer videojuego basado en la película exitosa de la compañía de animación mexicana Huevocartoon: Una Película de Huevos. El juego se estrenó el 19 de abril de 2010 en México. La versión portuguesa se estrenó el 24 de agosto de 2010 en Brasil bajo el título Um Jogo de Ovos.
El juego presenta todos los personajes principales de Una Película de Huevos, incluyendo Toto, Willy, Confi, Serp, Cuache y Tlacua, utilizando las mismas voces de la película. La historia es también basada en la película, pero sigue una trama alternativa. Un Juego de Huevos es el primer videojuego basado en una licencia mexicana. El objetivo del juego es explorar y batallar a través de una serie de retos que cada vez se ponen más difíciles. El juego proporciona 25 niveles, 5 batallas con jefes y 10 niveles desbloqueables de competición. Permite uno o dos jugadores en modos cooperativos o competitivos.
Un paquete que consta del sistema Zeebo, el juego, un teclado y un DVD de Huevocartoon, fue lanzado en México con un precio de promoción de $1999 pesos, acompañado por una campaña de publicidad en algunas tiendas por departamento.

## Reparto
| Personaje | Actor de voz         |
| --------- | -------------------- |
| Toto      | Bruno Bichir         |
| Willy     | Carlos Espejel       |
| Confi     | Gabriel Riva Palacio |
| Tlacua    | Fernando Meza        |
| Cuache    | Rodolfo Riva Palacio |
| Serp      | Gabriel Riva Palacio |